# Petrarca Calcio
Petrarca Calcio – włoski klub piłkarski, mający swoją siedzibę w mieście Padwa, na wschodzie kraju.

## Historia
Chronologia nazw:
- 1910: Petrarca Football Club
- 1925: Gruppo Calcistico Petrarca-Fumei
- 1927: Petrarca Football Club
- 1940: G.A. Francesco Petrarca
- 1945: Unione Sportiva Petrarca
- 1979: U.S. Petrarca Despar
- 1983: U.S. Pasta Jolly Petrarca
- 1985: A.S. Petrarca Calcio
- 2016: klub rozwiązano

Klub piłkarski Petrarca FC został założony w Padwie 1 listopada 1910 roku. Zespół najpierw występował w turniejach lokalnych. 16 stycznia 1912 dołączył do federacji włoskiej. W sezonie 1911/12 startował w Seconda Categoria Veneta. W sezonie 1912/13 zwyciężył w Promozione Veneta i awansował do Prima Categoria. W następnym sezonie 1913/14 zajął 7.miejsce w Sezione veneto-emiliana Prima Categoria. W 1915 klub był szóstym w Prima Categoria Veneta. Potem klub zaprzestał działalności z powodu I wojny światowej.
W sezonie 1919/20 klub ponownie startował w Prima Categoria Veneta, gdzie uplasował się na wysokiej trzeciej lokacie. W sezonie 1920/21 zajął 4.miejsce w Prima Categoria Veneta. W 1921 powstał drugi związek piłkarski C.C.I., w związku z czym mistrzostwa prowadzone osobno dla dwóch federacji. W sezonie 1921/22 znów startował w Prima Categoria (pod patronatem F.I.G.C.). Najpierw był pierwszym w Sezione veneta, a potem zajął 2.miejsce w grupie A półfinałów krajowych. W 1922 po kompromisie Colombo mistrzostwa obu federacji zostały połączone, a klub kontynuował występy w Prima Divisione. Sezon 1922/23 zakończył na 11.miejscu w grupie A, po czym został oddelegowany do Seconda Divisione. W sezonie 1923/24 zajął 5.miejsce w grupie E. W sezonie 1924/25 zajął przedostatnie 8.miejsce w grupie D i był zmuszony grać baraże z ostatnimi sklasyfikowanymi zespołami. Następnie odmówił udziału w barażach – w 6 meczach uznano porażki 0:2 i powinien przeniesiony do Terza Divisione. Jednak pozostał w drugiej kategorii na skutek sprawy Vicenza Calcio. Potem klub przyjął nazwę Gruppo Calcistico Petrarca-Fumei. W następnym sezonie 1925/26 znów był ostatnim (11.miejsce) i tym razem został oddelegowany do Terza Divisione.
W 1926 nastąpiła reforma systemu lig włoskiej piłki nożnej – wprowadzono najwyższą klasę zwaną Divisione Nazionale, a klub został zdegradowany o dwie klasy do Terza Divisione. W sezonie 1926/27 był piątym w grupie B Terza Divisione Veneta. Latem 1927 wrócił do pierwotnej nazwy Petrarca F.C. W następnym sezonie 1927/28 był szóstym w grupie B Terza Divisione Veneta. W sezonie 1928/29 zajął trzecie miejsce w grupie C Terza Divisione Veneta. W 1929 podczas kolejnej reorganizacji systemu lig została wprowadzona Serie A, a klub został oddelegowany do piątej klasy zwanej nadal Terza Divisione. W sezonie 1929/30 zwyciężył najpierw w grupie C Terza Divisione, a potem był trzecim w grupie finałowej Nord i awansował do Seconda Divisione Veneta. W 1931 spadł do rozgrywek regionalnych i do 1940 grał w campionato U.L.I.C. Padovano.
W 1940 roku klub zmienił nazwę na G.A. Francesco Petrarca i w sezonie 1940/41 startował w Prima Divisione Veneta, gdzie zajął 8.miejsce w grupie A. Ale z powodu II wojny światowej mistrzostwa zostały zawieszone. Po wznowieniu mistrzostw w 1945 klub przyjął nazwę Unione Sportiva Petrarca i został dopuszczony do rozgrywek Serie C. W sezonie 1945/46 klub zajął 12.miejsce w grupie C Serie C (Lega Nazionale Alta Italia). W następnym sezonie 1946/47 zajął 16.miejsce w grupie H Serie C (Lega Interregionale Nord) i spadł do Prima Divisione Veneta. W 1952 po kolejnej reorganizacji został zdegradowany do Promozione Veneta. W sezonie 1960/61 zajął 12.miejsce w grupie C Prima Divisione Veneta i spadł do Seconda Divisione Veneta. Ale potem zrezygnował z mistrzostw i zawiesił działalność na jeden sezon.
W sezonie 1962/63 zwyciężył w Terza Divisione Veneta i zdobył promocję do Seconda Divisione Veneta. Do 1969 występował w Seconda Divisione Veneta, a potem wrócił do Prima Divisione Veneta. W sezonie 1973/74 grał w Seconda Divisione, po czym znów występował w Prima Divisione. W 1976 awansował do Promozione Veneta. W 1979 zmienił nazwę na U.S. Petrarca Despar. W 1980 spadł do Prima Divisione, ale w 1981 wrócił do Promozione. W 1983 znów został oddelegowany do Prima Divisione, po czym zmienił nazwę na U.S. Pasta Jolly Petrarca. W 1985 przyjął obecną nazwę A.S. Petrarca Calcio. Potem występował w Prima Divisione lub Seconda Divisione. W sezonie 2015/16 zajął 12.miejsce w grupie E Prima Divisione i po raz kolejny spadł do Seconda Divisione Veneta. Następnie klub został wykluczony z rozgrywek przez F.I.G.C. z powodu braku rejestracji. Klub został rozwiązany.

## Sukcesy

### Trofea międzynarodowe
Nie uczestniczył w rozgrywkach europejskich (stan na 31-05-2017).

### Trofea krajowe
| \| \| Zdobyte trofea w rozgrywkach Włoch (stan na: 31-05-2017) \| |                                                          |      |                             |
| Rozgrywki                                                         | Osiągnięcie                                              | Razy | Sezon(y)                    |
| · Mistrzostwo                                                     | I miejsce                                                | 0    |                             |
| · Mistrzostwo                                                     | II miejsce                                               | 0    |                             |
| · Mistrzostwo                                                     | III miejsce                                              | 0    |                             |
| · Mistrzostwo                                                     | 2.miejsce                                                | 1    | 1921/22 (Semifinale A)      |
| · Puchar                                                          | zdobywca                                                 | 0    |                             |
| · Puchar                                                          | finalista                                                | 0    |                             |
| II liga                                                           | I miejsce                                                | 1    | 1912/13 (Promozione Veneta) |
| II liga                                                           | II miejsce                                               | 0    |                             |
| II liga                                                           | III miejsce                                              | 0    |                             |
| Włochy                                                            | Zdobyte trofea w rozgrywkach Włoch (stan na: 31-05-2017) |      |                             |

## Stadion
Klub rozgrywał swoje mecze domowe na Stadio Tre Pini w Padwie.